# Rolls-Royce RR300
Le Rolls-Royce RR300 est un turbomoteur développé par la société britannique Rolls-Royce Holdings plc. pour le marché des hélicoptères légers. Taré à une puissance sur l'arbre de 300 ch (224 kW) au décollage, le RR300 est une version rebadgée et dégonflée de l'Allison Model 250-C20 (l’Allison Engine Company appartenant désormais à Rolls-Royce).

## Conception et développement
Le Model 250-C18 certifié en 1965 était taré à un même niveau de puissance que le RR300, mais au cours des quarante dernières années, les modèles suivants étaient plus efficaces et produisaient une puissance notablement supérieure. Par exemple, le Model 250-C40, avec un taux de compression de 9,2 pour 1 et un débit d'air de 2,77 kg/s, développe une puissance de 715 ch (525,81 kW).
Le RR300 accouple un compresseur centrifuge réduit provenant du Model 250-C40/47 avec une chambre de combustion et une turbine similaires à celles du Model 250-C20, faisant par la même disparaître le complexe assemblage de compresseur du C20 (6 étages axiaux + 1 étage centrifuge). Excepté ces différences, le RR300 conserve l'aspect et l'architecture globale du Model 250, dont il est largement dérivé. Le RR300 est la seconde tentative de développement d'une version détarée du Model 250-C20, arrivant vingt ans après le Model 225 de 350 ch proposé par Allison en 1987.
La certification du type de la FAA pour le RR300 fut obtenue le 24 février 2008, suivie du lancement de sa production, avec un premier moteur sorti des chaînes de montage le 12 mars de la même année.

## Débouchés sur le marché civil
Le nouvel hélicoptère léger à cinq places Robinson R66 utilise le RR300 comme groupe propulseur, Robinson ayant initialement prévu d'utiliser le Model 250-C20 standard dans ce rôle. Le 3 mars 2015, Rolls-Royce annonce qu'un contrat portant sur la production de 1 000 moteurs sur une période de dix ans a été signé avec le constructeur du R66. À cette date, 800 moteurs avaient déjà été livrés pour équiper des R66, totalisant 275 000 heures de vol.
Rolls-Royce a également annoncé la signature d'un mémorandum d'entente avec les sociétés Enstrom (en), MD Helicopters, RotorWay International (en) et Schweizer pour discuter des applications futures du RR300. En mars 2013, le moteur fut désigné comme groupe propulseur pour le nouveau 47GT-6 de la société Scott's - Bell 47 (en). Le 47GT-6 sera basé sur le modèle 47G-3B-2A conçu et produit par Scott's - Bell 47, l'actuel détenteur du certificat de vol du Bell 47.
Le 1er mars 2016, Rolls-Royce et Innova Helicopters, Inc., une subsidiaire d’Innova Aerospace, se mettent d'accord pour lancer un programme de développement technique afin de certifier le RR300 sur l'hélicoptère Innova Helicopters C630.

## Applications
- Robinson R66
- Scott's - Bell 47 GT-6
- RotorWay 300T Eagle (en)